# Landkreis Oder-Spree

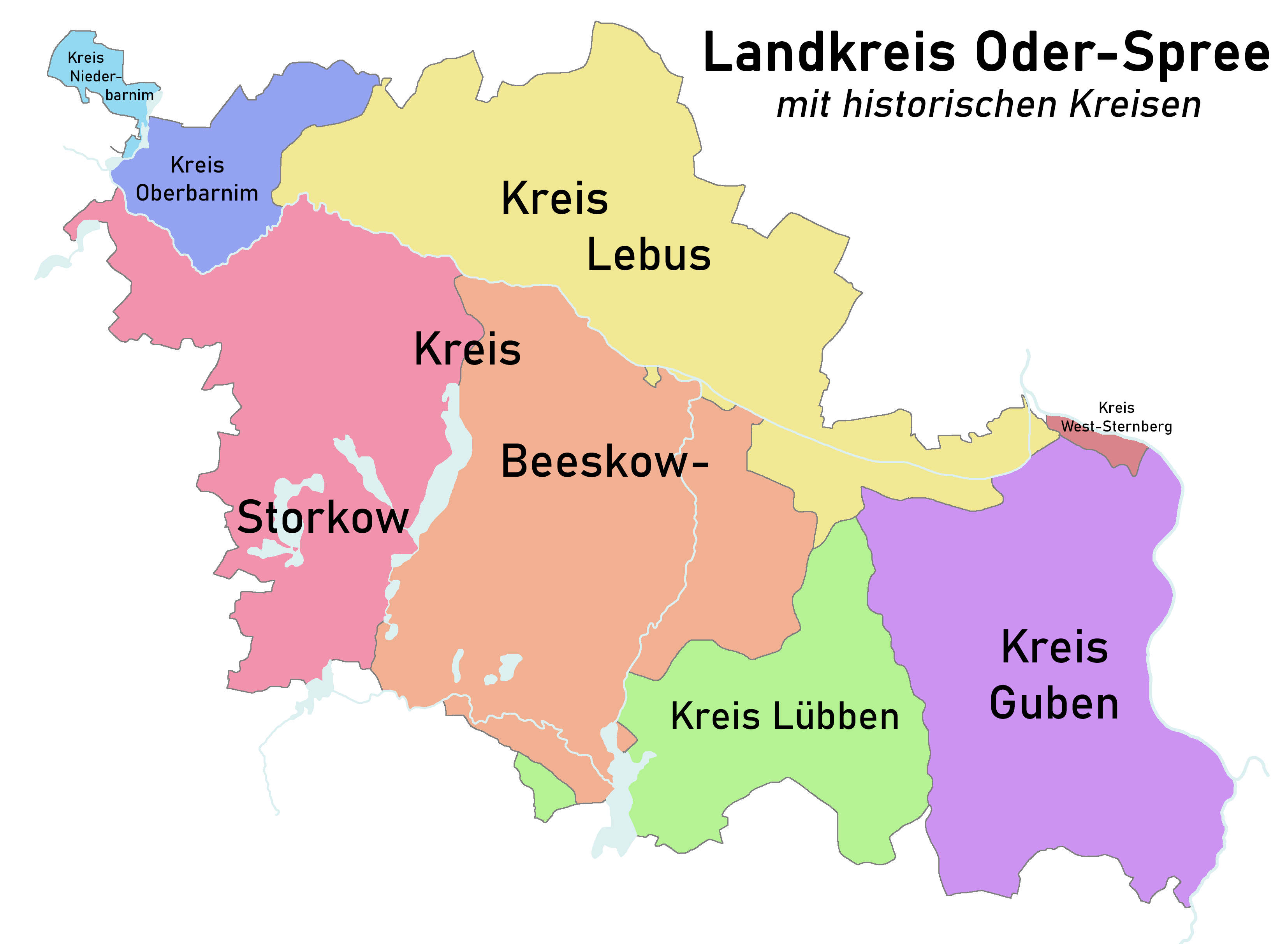
Aufteilung des Kreisgebietes vor 1952

Der Landkreis Oder-Spree (niedersorbisch Wokrejs Odra-Sprjewja) ist ein Landkreis im Osten von Brandenburg. Die größte Stadt ist Fürstenwalde/Spree, die Kreisverwaltung befindet sich in Beeskow.

## Geografie
Der Landkreis grenzt im Süden an den Landkreis Spree-Neiße, im Süden und Südwesten an den Landkreis Dahme-Spreewald, im Westen an Berlin, im Norden an den Landkreis Märkisch-Oderland und die kreisfreie Stadt Frankfurt (Oder), im Osten an Polen.

## Geschichte
Der Landkreis Oder-Spree entstand mit der Kreisreform in Brandenburg am 6. Dezember 1993 aus der kreisfreien Stadt Eisenhüttenstadt und den Landkreisen Eisenhüttenstadt, Beeskow und Fürstenwalde.
Der alternative Vorschlag war, den alten Landkreis Guben (bis 1950) wiederherzustellen. Aber es wurde ein Großkreis von Berlin bis zur  polnischen Grenze bevorzugt, obwohl es Beschlüsse der Stadtverordnetenversammlung von Eisenhüttenstadt-Stadt und der Kreistage Eisenhüttenstadt-Land und Guben sowie eine Verfassungsbeschwerde von 1993 gab.
Die von der Landesregierung vorbereitete Verwaltungsstrukturreform 2019 in Brandenburg plante einen neuen Landkreis Frankfurt-Oder-Spree gemeinsam mit Frankfurt (Oder). Der Kreistag Oder-Spree lehnte die Fusion ab und die Verwaltungsreform wurde nach heftigem Widerstand der Kommunen im November 2017 zurückgezogen.

## Gemeinden
Nach der Gemeindegebietsreform 2003 umfasste der Landkreis 38 Gemeinden, darunter sieben Städte. Seit der Eingemeindung der Gemeinde Madlitz-Wilmersdorf nach Briesen (Mark) im Jahr 2014 hat der Landkreis noch 37 Gemeinden.
Siehe auch: Liste der Orte im Landkreis Oder-Spree
(Einwohner am 31. Dezember 2024)
| Amtsfreie Städte 1. Beeskow (7.998) 2. Eisenhüttenstadt (24.703) 3. Erkner (11.641) 4. Friedland (2.936) 5. Fürstenwalde/Spree (32.002) 6. Storkow (Mark) (9.196) | Amtsfreie Gemeinden 1. Grünheide (Mark) (8.978) 2. Rietz-Neuendorf (4.147) 3. Schöneiche bei Berlin (13.102) 4. Tauche (3.691) 5. Woltersdorf (8.386) |

Ämter und zugehörige Gemeinden
(Sitz der Amtsverwaltung *)
| 1. Brieskow-Finkenheerd (7.330) 1. Brieskow-Finkenheerd * (2.282) 2. Groß Lindow (1.657) 3. Vogelsang (738) 4. Wiesenau (1.225) 5. Ziltendorf (1.428) 2. Neuzelle (6.356) 1. Lawitz (546) 2. Neißemünde (1.587) 3. Neuzelle * (4.223) | 3. Odervorland (10.222) 1. Berkenbrück (1.071) 2. Briesen (Mark) * (2.928) 3. Jacobsdorf (1.849) 4. Steinhöfel (4.374) 4. Scharmützelsee (10.712) 1. Bad Saarow * (6.340) 2. Diensdorf-Radlow (636) 3. Langewahl (854) 4. Reichenwalde (1.220) 5. Wendisch Rietz (1.662) | 5. Schlaubetal (9.781) 1. Grunow-Dammendorf (487) 2. Mixdorf (893) 3. Müllrose, Stadt * (4.622) 4. Ragow-Merz (512) 5. Schlaubetal (1.800) 6. Siehdichum (1.467) 6. Spreenhagen (8.636) 1. Gosen-Neu Zittau (3.226) 2. Rauen (1.993) 3. Spreenhagen * (3.417) |

## Bevölkerungsentwicklung
| Jahr | Einwohner |
| ---- | --------- |
| 1993 | 187.827   |
| 1995 | 190.839   |
| 2000 | 196.453   |
| 2005 | 190.728   |
| 2010 | 183.859   |
| 2015 | 182.397   |

| Jahr | Einwohner |
| ---- | --------- |
| 2020 | 179.276   |
| 2021 | 179.245   |
| 2022 | 179.748   |
| 2023 | 180.499   |
| 2024 | 179.817   |

Gebietsstand und Einwohnerzahl am 31. Dezember des jeweiligen Jahres ab 2011 auf Basis des Zensus 2011, ab 2022 auf Basis des Zensus 2022

## Politik

### Kreistag
- Linke: 4
- BVG: 1
- Tierschutz: 1
- SPD: 10
- Grüne: 2
- Piraten/ÖDP: 1
- B-J-A: 2
- BVFO: 1
- BVB/FW: 5
- FDP: 2
- CDU: 9
- AfD: 17
- Die Heimat: 1

Die 56 Sitze im Kreistag verteilen sich seit der Wahl am 9. Juni 2024 wie folgt auf Parteien und Wählergruppen:
| Partei/Gruppierung                         | Stimmen 2019 | Stimmen 2024 |    | Sitze 2019 | Sitze 2024 |
| AfD                                        | 18,4 %       | 30,2 %       | 10 | 17         |            |
| SPD                                        | 18,7 %       | 18,7 %       | 10 | 10         |            |
| CDU                                        | 15,5 %       | 15,9 %       | 09 | 09         |            |
| BVB/Freie Wähler                           | 08,6 %       | 08,3 %       | 05 | 05         |            |
| Die Linke                                  | 15,7 %       | 07,1 %       | 09 | 04         |            |
| Bündnis 90/Die Grünen                      | 08,7 %       | 04,5 %       | 05 | 02         |            |
| Bauern – Jäger – Angler                    | 03,9 %       | 03,5 %       | 02 | 02         |            |
| FDP                                        | 05,5 %       | 03,2 %       | 03 | 02         |            |
| Bündnis LOS für Vernunft und Gerechtigkeit | –            | 02,5 %       | 0– | 01         |            |
| Bürgervereinigung Fürstenberg/Oder         | 01,4 %       | 01,4 %       | 01 | 01         |            |
| Tierschutzpartei                           | –            | 01,4 %       | 0– | 01         |            |
| Listenvereinigung Piratenpartei/ÖDP        | 01,4 % 1     | 01,0 %       | 01 | 01         |            |
| Die Heimat                                 | 01,2 %       | 00,8 %       | 01 | 01         |            |
| Einzelbewerber Enrico Graß                 | –            | 00,4 %       | 0– | 0–         |            |
| Einzelbewerber Andreas Gliese              | –            | 00,4 %       | 0– | 0–         |            |
| Einzelbewerber Egon Niemack                | –            | 00,4 %       | 0– | 0–         |            |

### Landrat
- 1994–2002: Jürgen Schröter (Bürgerverband Oder-Spree)
- 2002–2017: Manfred Zalenga (parteilos; bis 2005 SPD)
- 2017–2023: Rolf Lindemann (SPD)
- seit 2023: Frank Steffen (SPD)

Manfred Zalenga wurde am 30. September 2009 zum zweiten Mal für eine Amtszeit von acht Jahren gewählt. Er gab sein Amt 2017 vorzeitig auf.
Bei der Landratsstichwahl am 11. Dezember 2016 erreichte Rolf Lindemann zwar 61,7 % der gültigen Stimmen, allerdings verfehlte er durch die geringe Wahlbeteiligung von 19,2 % das erforderliche Quorum von 15 % der Wahlberechtigten. Infolgedessen hatte der Kreistag über die Nachfolge Zalengas zu entscheiden. Er wählte Lindemann am 25. Januar 2017 entsprechend § 127 der Kommunalverfassung des Landes Brandenburg für eine Amtszeit von acht Jahren zum neuen Landrat. Lindemann trat sein Amt am 9. Februar 2017 an.
Bei der Landratsstichwahl am 14. Mai 2023 wurde Frank Steffen mit 52,4 % der gültigen Stimmen zum neuen Landrat gewählt. Die Wahlbeteiligung lag bei 38,5 %.

### Wappen
Das Wappen wurde am 23. Februar 1996 genehmigt.
| Wappen von Landkreis Oder-Spree | Blasonierung: „Gevierteilt; oben vorn in Gold zwei gekreuzte rote Bootshaken oben bewinkelt von einem sechsstrahligen roten Stern, hinten in Schwarz ein rot-silber geschachter Schräglinksbalken; unten vorn in Rot drei mit den Spitzen nach außen gekehrte, auf dem Rücken liegende silberne Sensenklingen übereinander, hinten in Gold eine fünfendige rote Hirschstange.“ |
| Wappen von Landkreis Oder-Spree | Wappenbegründung: Die roten Bootshaken auf goldenem Grund gehen auf das Bistum von Lebus und Fürstenwalde zurück. Der rot-silberne Schachbalken steht als „Zisterzienserbalken“ für das Kloster Neuzelle und das Kloster Zinna, welches um Kagel herum über Besitz verfügte. Die silbernen Klingen auf rotem Grund erinnern an die Herren von Strehla, die rote Hirschstange auf goldenem Grund an die Herren von Bieberstein, welche die Gründer und ersten Besitzer von Beeskow und Storkow darstellen. |

Die Wappen der Ämter, Städte und Gemeinden des Landkreises findet man in der Liste der Wappen im Landkreis Oder-Spree.

## Wirtschaft und Infrastruktur

### Wirtschaft

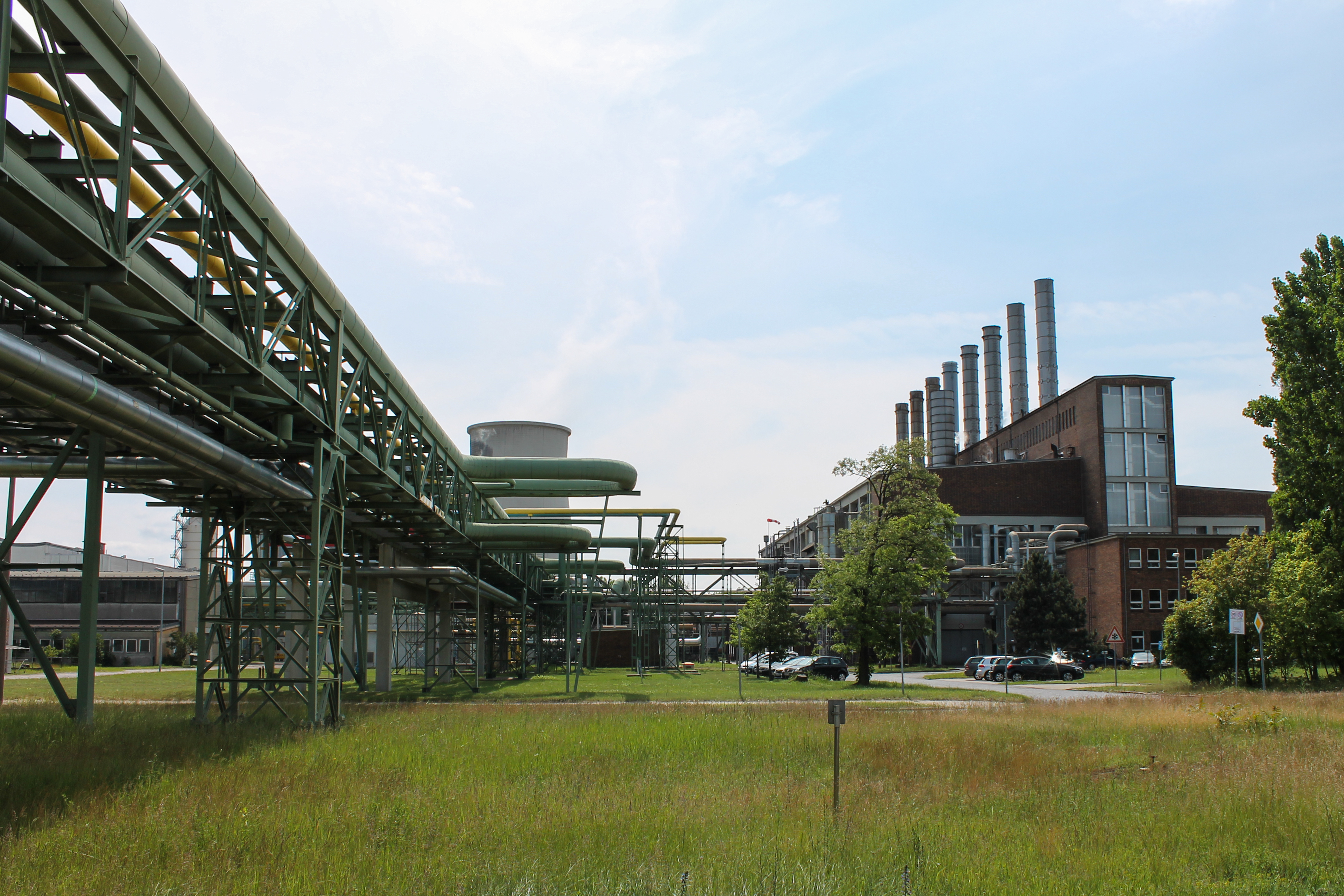
Hüttenwerk Eisenhüttenstadt

Die wirtschaftliche Entwicklung vollzieht sich im Landkreis in drei Schwerpunkten. Im Speckgürtel von Berlin ist die Wirtschaft eng mit dem Berliner Ballungsraum verflochten. Trotzdem konnte der Landkreis Oder-Spree im Zukunftsatlas 2019 lediglich Rang 339 von 401 kreisfreien Städten und Landkreisen erreichen.
Im Zentrum dominiert die Eisen- und Stahlindustrie in Eisenhüttenstadt, Maschinen- und Anlagenindustrie wie Chemieindustrie in Fürstenwalde/Spree, die Holzverarbeitungsindustrie in Beeskow, die Landwirtschaft und der Tourismus. Die Wirtschaftsstandorte Eisenhüttenstadt und Fürstenwalde bilden zwei von 15 regionalen Wachstumskernen im Land Brandenburg. Dadurch werden ausgewählte zukunftsorientierte Branchen gefördert.
Die im Jahr 2022 eröffnete Gigafactory Berlin-Brandenburg des Automobilherstellers Tesla befindet sich in Grünheide im westlichen Kreisgebiet.
Ein ausgebautes Radwegenetz lädt zu Radtouren ein und das Seenland Oder-Spree ist ein attraktives Gebiet für Wasserwanderer. Weitere Reiseziele sind unter anderem das Thermalbad in Bad Saarow, der eiszeitlich geprägte Naturpark Schlaubetal, der Fürstenwalder St. Marien Dom und das Kloster Neuzelle.

### Verkehr

#### Straßenverkehr

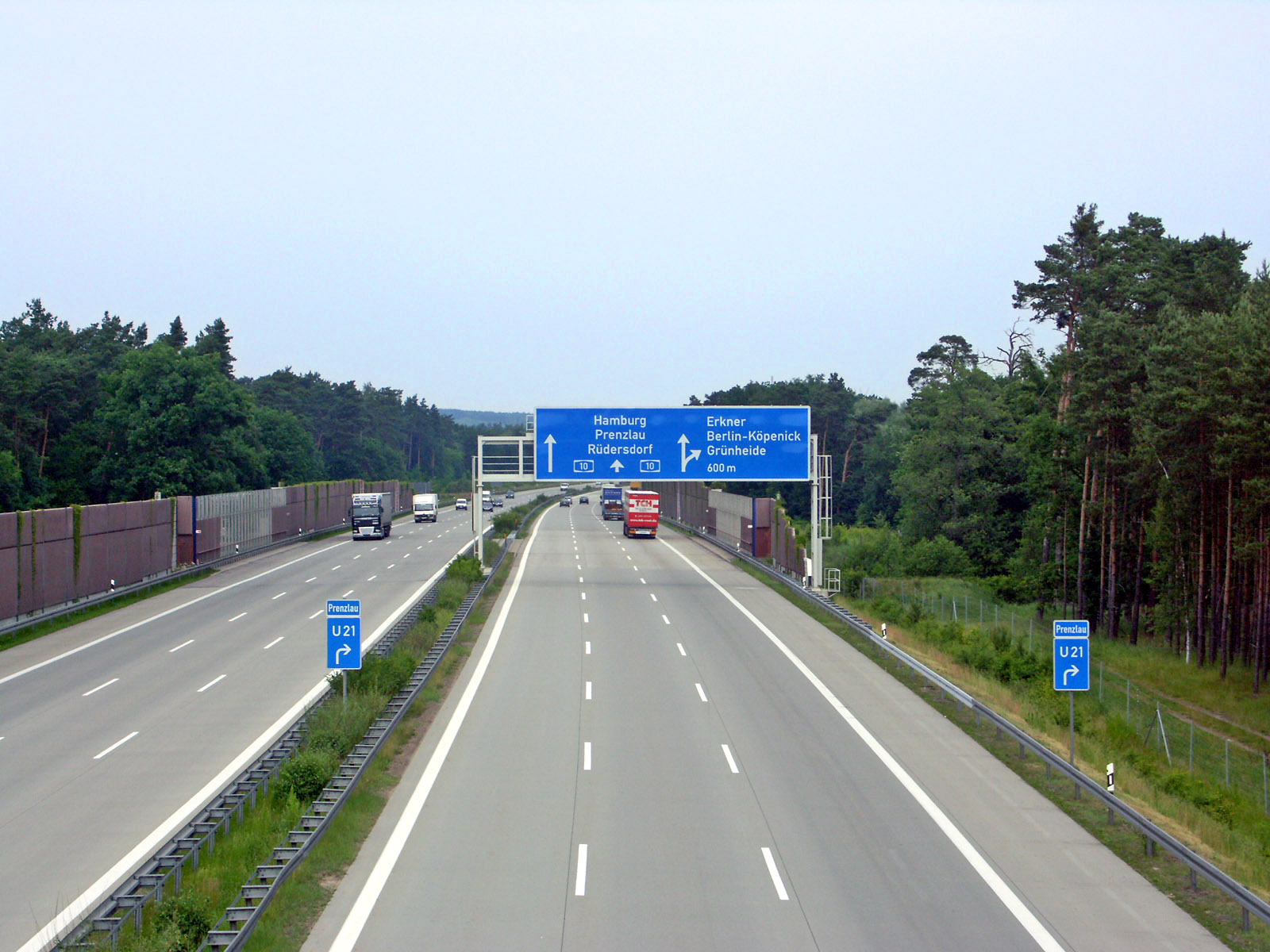
A 10 bei Erkner

Die Bundesautobahn 12 durchquert den Landkreis in Ost-West-Richtung. Sie verbindet den Berliner Ring mit der polnischen Grenze bei Frankfurt (Oder). In Nord-Süd-Richtung wird gegenwärtig entlang der polnischen Grenze die Oder-Lausitz-Trasse gebaut.

#### Schienenverkehr
Die wichtigste Eisenbahnstrecke im Kreisgebiet ist die Bahnstrecke Berlin–Frankfurt (Oder). An den Bahnhöfen Erkner, Fangschleuse und Fürstenwalde/Spree halten in beiden Richtungen zweimal stündlich Regionalexpresszüge der Linie RE 1 der DB Regio AG, nur stündlich in Hangelsberg, Berkenbrück, Briesen (Mark), Jacobsdorf (Mark) und Pillgram. Mit dem Vergabeverfahren „Netz Elbe-Spree“, hat seit Dezember 2022 die Ostdeutsche Eisenbahn GmbH (ODEG) den Betrieb übernommen.

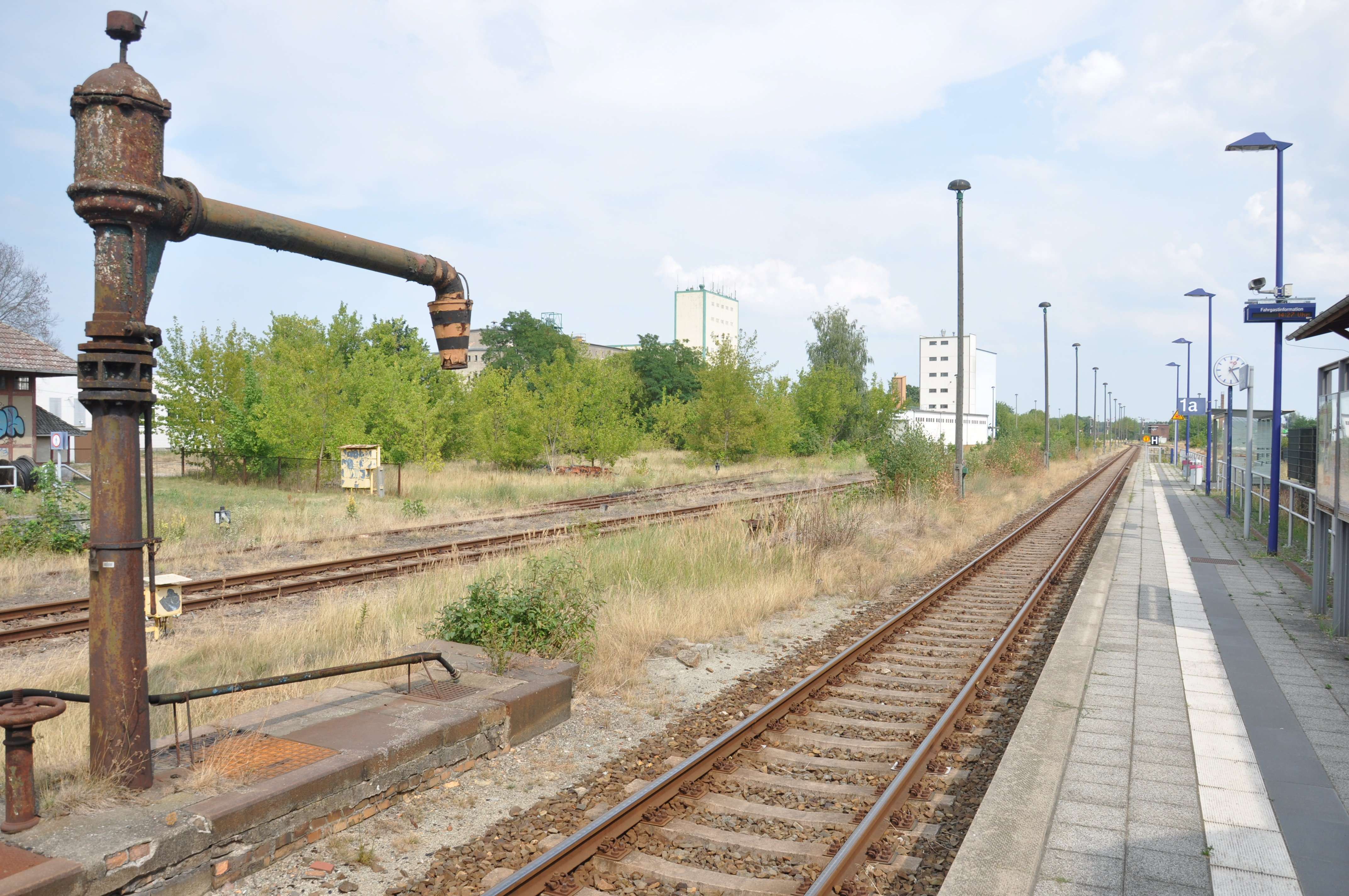
Bahnstrecke Königs Wusterhausen–Grunow in Beeskow

Eine weitere West-Ost-Achse ist die Bahnstrecke Königs Wusterhausen–Grunow. In Kummersdorf, Storkow (Mark), Hubertushöhe, Wendisch Rietz, Lindenberg, Buckow, Beeskow, Oegeln, Schneeberg, Grunow (Niederlausitz), Mixdorf und Müllrose verkehren Regionalbahnen der Linie RB 36 der Niederbarnimer Eisenbahn AG (NEB) stündlich bis nach Frankfurt (Oder), am Wochenende teilweise nur alle zwei Stunden.
Die beiden genannten Strecken verbindet die Bahnstrecke Fürstenwalde–Beeskow; allerdings wird nur der Abschnitt von Fürstenwalde (Spree) über Fürstenwalde Süd und Bad Saarow nach Bad Saarow Klinikum betrieben. Dort verkehren stündlich Regionalbahnen der Linie RB 35 der NEB.
Am östlichen Rande des Kreisgebietes verläuft in Nord-Süd-Richtung die Bahnstrecke Cottbus–Frankfurt (Oder). Stündlich halten Regionalbahnen der Linie RB 11 der DB Regio AG in Kraftwerk Finkenheerd, Finkenheerd, Wiesenau, Ziltendorf, Eisenhüttenstadt, Neuzelle, Wellmitz und Coschen. Von bzw. mit Halt in Eisenhüttenstadt fahren außerdem vereinzelt Regionalexpresszüge der Linie RE 1 nach Berlin.

#### Schiffs- und Flugverkehr
Mit Flussschiffen kann der Landkreis über die Oder, die Spree, den Oder-Spree-Kanal und den Storkower Kanal erreicht werden.

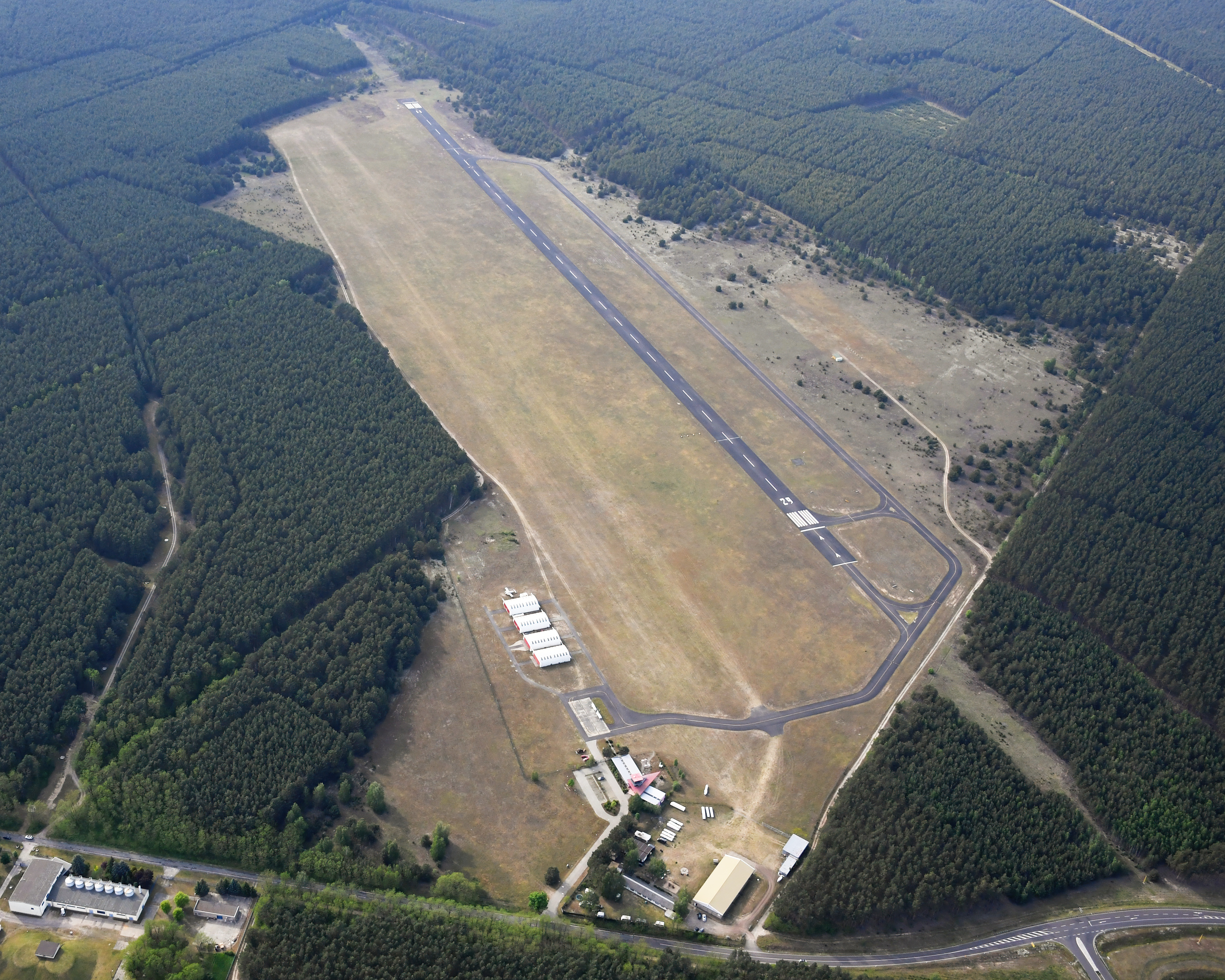
Verkehrslandeplatz Eisenhüttenstadt

Mit dem Flugzeug ist der Landkreis über den Berlin-Brandenburger Flughafen gut zu erreichen. Bei Eisenhüttenstadt gibt es den Verkehrslandeplatz „Flugplatz Eisenhüttenstadt“ für Kleinflugzeuge.

## Schutzgebiete
Im Landkreis befinden sich 43 ausgewiesene Naturschutzgebiete (Stand Februar 2017).

## Kfz-Kennzeichen
Am 1. Januar 1994 wurde dem Landkreis das Unterscheidungszeichen LOS zugewiesen und seitdem ausgegeben.
Bis etwa zum Jahr 2000 erhielten Fahrzeuge aus den Altkreisen besondere Erkennungsnummern:
| Gebiet                    | Buchstaben | Zahlen    |
| ------------------------- | ---------- | --------- |
| Altkreis Beeskow          | A bis G    | 1 bis 999 |
| Altkreis Beeskow          | AA bis GZ  | 1 bis 999 |
| Altkreis Eisenhüttenstadt | H bis R    | 1 bis 999 |
| Altkreis Eisenhüttenstadt | HA bis RZ  | 1 bis 999 |
| Altkreis Fürstenwalde     | S bis Z    | 1 bis 999 |
| Altkreis Fürstenwalde     | SB bis ZZ  | 1 bis 999 |

Seit dem 1. September 2017 sind aufgrund der Kennzeichenliberalisierung zudem die Unterscheidungszeichen BSK (Beeskow), EH (Eisenhüttenstadt) und FW (Fürstenwalde) wieder erhältlich.

## Eingliederungen und Zusammenschlüsse von Gemeinden
In der Tabelle sind die Eingliederungen und Zusammenschlüsse von Gemeinden seit der Bildung des Landkreises am 5. Dezember 1993 erfasst.
| Gemeinde           | Datum         | Eingliederung von                                                                         | nach                | Zusammenschluss von | zu                  |
| ------------------ | ------------- | ----------------------------------------------------------------------------------------- | ------------------- | --- | ------------------- |
| Bad Saarow         | 31. Dez. 2002 | Neu Golm Petersdorf                                                                       | Bad Saarow          | |                     |
| Beeskow            | 6. Dez. 1993  | Bornow Kohlsdorf Krügersdorf Oegeln Schneeberg                                            | Beeskow             | |                     |
| Briesen (Mark)     | 31. Dez. 2002 | Biegen                                                                                    | Briesen (Mark)      | |                     |
| Briesen (Mark)     | 31. Dez. 2001 |                                                                                           |                     | Alt Madlitz Wilmersdorf | Madlitz-Wilmersdorf |
| Briesen (Mark)     | 26. Okt. 2003 | Falkenberg                                                                                | Madlitz-Wilmersdorf | |                     |
| Briesen (Mark)     | 1. Jan. 2014  | Madlitz-Wilmersdorf                                                                       | Briesen (Mark)      | |                     |
| Eisenhüttenstadt   | 6. Dez. 1993  | Diehlo                                                                                    | Eisenhüttenstadt    | |                     |
| Friedland          | 31. März 2001 |                                                                                           |                     | Chossewitz Friedland Groß-Briesen Günthersdorf Karras Klein Muckrow Kummerow Leißnitz Lindow Niewisch Pieskow Schadow Weichensdorf Zeust | Friedland           |
| Friedland          | 31. Dez. 2001 | Reudnitz                                                                                  | Friedland           | |                     |
| Friedland          | 26. Okt. 2003 | Groß Muckrow                                                                              | Friedland           | |                     |
| Fürstenwalde/Spree | 6. Dez. 1993  | Trebus                                                                                    | Fürstenwalde/Spree  | |                     |
| Gosen-Neu Zittau   | 26. Okt. 2003 |                                                                                           |                     | Gosen Neu Zittau | Gosen-Neu Zittau    |
| Grünheide (Mark)   | 31. Dez. 2001 |                                                                                           |                     | Grünheide (Mark) Kagel Kienbaum | Grünheide (Mark)    |
| Grünheide (Mark)   | 26. Okt. 2003 | Hangelsberg Mönchwinkel Spreeau                                                           | Grünheide (Mark)    | |                     |
| Grunow-Dammendorf  | 26. Okt. 2003 |                                                                                           |                     | Dammendorf Grunow | Grunow-Dammendorf   |
| Jacobsdorf         | 31. Dez. 1998 |                                                                                           |                     | Jacobsdorf Petersdorf Pillgram | Jacobsdorf          |
| Jacobsdorf         | 26. Okt. 2003 | Sieversdorf                                                                               | Jacobsdorf          | |                     |
| Neißemünde         | 31. Dez. 2001 |                                                                                           |                     | Breslack Coschen Ratzdorf Wellmitz | Neißemünde          |
| Neuzelle           | 31. Dez. 2001 |                                                                                           |                     | Bahro Bomsdorf Göhlen Henzendorf Kobbeln Möbiskruge Neuzelle Schwerzko Steinsdorf Streichwitz Treppeln                                   | Neuzelle            |
| Neuzelle           | 26. Okt. 2003 | Ossendorf                                                                                 | Neuzelle            | |                     |
| Ragow-Merz         | 1. Juni 2002  |                                                                                           |                     | Merz Ragow | Ragow-Merz          |
| Reichenwalde       | 31. Dez. 2001 |                                                                                           |                     | Dahmsdorf Kolpin Reichenwalde | Reichenwalde        |
| Rietz-Neuendorf    | 31. Dez. 2001 |                                                                                           |                     | Ahrensdorf Birkholz Buckow Drahendorf Görzig Groß Rietz Herzberg Neubrück Pfaffendorf Sauen Wilmersdorf                                  | Rietz-Neuendorf     |
| Rietz-Neuendorf    | 26. Okt. 2003 | Alt Golm Glienicke                                                                        | Rietz-Neuendorf     | |                     |
| Schlaubetal        | 26. Okt. 2003 |                                                                                           |                     | Bremsdorf Fünfeichen Kieselwitz | Schlaubetal         |
| Siehdichum         | 26. Okt. 2003 |                                                                                           |                     | Pohlitz Rießen Schernsdorf | Siehdichum          |
| Spreenhagen        | 31. Dez. 2001 | Braunsdorf                                                                                | Spreenhagen         | |                     |
| Spreenhagen        | 1. Juli 2002  |                                                                                           |                     | Hartmannsdorf Spreenhagen | Spreenhagen         |
| Spreenhagen        | 26. Okt. 2003 | Markgrafpieske                                                                            | Spreenhagen         | |                     |
| Steinhöfel         | 31. Dez. 2001 |                                                                                           |                     | Arensdorf Beerfelde Hasenfelde Heinersdorf Jänickendorf Schönfelde Steinhöfel Tempelberg                                                 | Steinhöfel          |
| Steinhöfel         | 26. Okt. 2003 | Buchholz Demnitz Neuendorf im Sande                                                       | Steinhöfel          | |                     |
| Storkow (Mark)     | 31. März 2002 |                                                                                           |                     | Alt Stahnsdorf Limsdorf Schwerin Storkow Wochowsee                                                                                       | Storkow (Mark)      |
| Storkow (Mark)     | 26. Okt. 2003 | Bugk Görsdorf Groß Eichholz Groß Schauen Kehrigk Kummersdorf Philadelphia Rieplos Selchow | Storkow (Mark)      | |                     |
| Tauche             | 31. Dez. 2001 |                                                                                           |                     | Briescht Falkenberg Giesensdorf Görsdorf Kossenblatt Lindenberg Mittweide Ranzig Tauche Trebatsch Werder                                 | Tauche              |
| Tauche             | 26. Okt. 2003 | Stremmen                                                                                  | Tauche              | |                     |